# ハンズ・スース
ハンズ・エドアルト・スース（Hans Eduard Suess, ドイツ語式にはハンス・ズュース、1909年12月16日 - 1993年9月20日）は、オーストリア生まれの（後にアメリカに移住した）物理化学者、原子核物理学者である。大気中の二酸化炭素に含まれる炭素14の濃度が、炭素14を含まない化石燃料の19世紀からの消費によって、薄められているという「スース効果」で知られる。

## 来歴
ウィーンで生まれた。1935年、ウィーン大学で化学の博士号を取得した。第2次世界大戦中は核エネルギーを開発するドイツ人科学者のチームに参加し、ノルウェーの工場での重水の製造に参加した。戦後は核物理学の分野でヨハネス・ハンス・イェンゼンと原子核のシェルモデルはの研究を行った。1950年にアメリカ合衆国に移り、シカゴ大学で宇宙化学の分野でハロルド・ユーリーと隕石中の元素存在比の研究を行った。
その後、海洋と大気中の炭素14と三重水素の分布を研究し、放射性炭素年代測定法の分野に貢献した。

## 受賞歴
- 1974年: ヴィクトール・モーリッツ・ゴルトシュミット賞（国際地球化学会）
- 1977年: レオナード・メダル（国際隕石学会）